# Yokosuka B4Y
Der Yokosuka B4Y (Marinetyp 96 Trägergestützter Bomber) war ein trägergestützter Torpedobomber, der von 1936 bis 1943 von der Japanischen Marineluftwaffe eingesetzt wurde. Die B4Y ersetzte die Mitsubishi B2M2 und die Yokosuka B3Y und war das letzte von der Kaiserlich Japanischen Marine eingesetzte Doppeldecker-Bombenflugzeug. Der alliierte Codename lautete Jean.

## Entwurf und Entwicklung
1932 schrieb die kaiserliche japanische Marine ein neues trägergestütztes Angriffsflugzeug aus. Aichi, Mitsubishi und Nakajima reagierten auf diese Ausschreibung und bauten jeweils einen Prototyp. Keines dieser Flugzeuge wurde als zufriedenstellend erachtet, so dass die Dienststelle 1934 eine neue Ausschreibung, 9-Shi, für ein leistungsfähigeres Flugzeug als Ersatz für die veraltete Yokosuka B3Y erließ.
Die B4Y wurde von Sanae Kawasaki in der technischen Entwicklungsabteilung des Arsenals der Marineflieger in Yokosuka (japanisch 海軍航空技術廠, Kaigun Kōkū Gijutsu-shō) entworfen. Die Marine wollte einen Torpedobomber, der eine vergleichbare Leistung wie das Eindecker-Jagdflugzeug Mitsubishi A5M bieten sollte und sah deshalb die B4Y nur als Übergangstyp an. Das Ergebnis war ein Doppeldecker mit festem Fahrwerk und einer Ganzmetallstruktur mit Metallbeplankung und Stoffbespannung. Um die Entwicklung und Produktion zu beschleunigen, wurden für die B4Y die Tragflächen der Kawanishi E7K verwendet. Die B4Y1 war auch das erste Trägerkampfflugzeug der Marine, das ein luftgekühltes Triebwerk verwendete, da der mit dem Sternmotor Nakajima Hikari 2 ausgestattete Prototyp bessere Leistungen als seine Konkurrenten erbrachte.
Die dreiköpfige Besatzung war in zwei Kabinen untergebracht, der Pilot im offenen vorderen Cockpit und die beiden anderen Besatzungsmitglieder (Navigator und Funker/Bordschütze) im geschlossenen hinteren Cockpit.

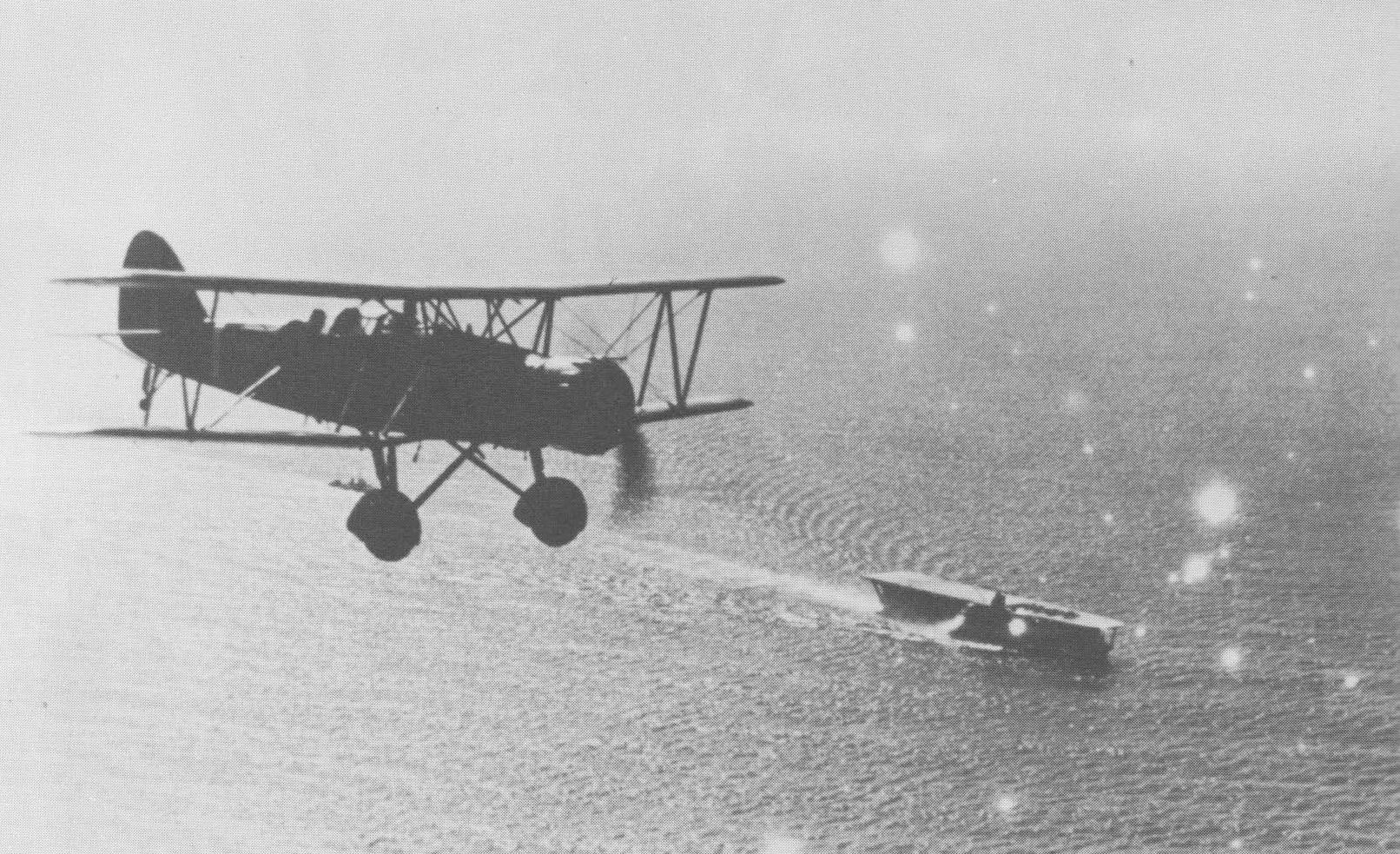
Ein Marine Type 96 Träger Angriffs Bomber fliegt in der Nähe des Flugzeugträgers Kaga vor der Küste Chinas im Jahr 1937 oder 1938.

Am 12. Dezember 1937 waren drei B4Y1 in den Panay-Zwischenfall verwickelt, als die Japaner das Kanonenboot Panay der US-Marine angriffen, während es im Jangtse-Fluss vor Nanjing vor Anker lag.
Obwohl die B4Y1 in erster Linie als trägergestütztes Flugzeug eingesetzt wurde, diente sie gelegentlich auch als landgestützter Bomber. Im Jahr 1940 löste die Nakajima B5N die B4Y1 als primäres Trägerangriffsflugzeug ab, obwohl die B4Y1 als Fortgeschrittenen-Schulflugzeug im Dienst blieb und bis 1943 von den Flugzeugträgern Hōshō und Un’yō aus flog.
Vor ihrer Ablösung flog die B4Y1 im Zweiten Chinesisch-Japanischen Krieg und diente im Juni 1942 in der Schlacht um Midway, wo acht Maschinen von der Hōshō aus eingesetzt wurden. Es war eines dieser Flugzeuge der Hōshō, das am 5. Juni 1942 Fotos des brennenden Flugzeugträgers Hiryū machte.

## Varianten
- Erster Prototyp: wassergekühlter Zwölfzylinder-W-Motor Hiro Typ 91 (750 PS (552 kW)) mit Zweiblatt-Luftschraube
- Zweiter und dritter Prototyp: luftgekühlter Neunzylinder-Sternmotor Nakajima Kotobuki 3 (640 PS (471 kW)) mit Zweiblatt-Luftschraube
- Vierter und fünfter Prototyp sowie Serienausführung: luftgekühlter Neunzylinder-Sternmotor Nakajima Hikari 2 (850 PS (625 kW)) mit Zweiblatt-Luftschraube

## Produktion
- Yokosuka: 5 Prototypen (1935/1936)
- Nakajima: 37 Flugzeuge (1937/1938)
- Mitsubishi: 135 Flugzeuge (1937/1938)
- Hiro: 28 Flugzeuge (1938)
- Insgesamt: 205 Flugzeuge

## Betreiber
Japan
- Kaiserlich Japanische Marineluftstreitkräfte

Die B4Y1 wurde von den Flugzeugträgern Akagi, Hōshō, Kaga, Ryūjō, Sōryū und Un’yō sowie von der 13. und 15. Kōkūtai (Fliegergruppe) aus eingesetzt.

## Technische Daten (B4Y1)
| Kenngröße                             | Daten                                                                                          |
| ------------------------------------- | ---------------------------------------------------------------------------------------------- |
| Besatzung                             | 3 (Pilot, Navigator, Funker/Bordschütze)                                                       |
| Länge                                 | 10,15 m (33 ft)                                                                                |
| Spannweite                            | 15 m (49 ft)                                                                                   |
| Höhe                                  | 4,36 m (14 ft)                                                                                 |
| Flügelfläche                          | 50 m² (540 sq ft)                                                                              |
| Flächenbelastung                      | 72 kg/m² (15 lb/sq ft)                                                                         |
| Leermasse                             | 2.000 kg (4.409 lb)                                                                            |
| Startmasse                            | 3.600 kg (7.937 lb)                                                                            |
| Triebwerk                             | 1 × luftgekühlter Neunzylinder-Sternmotor Nakajima Hikari 2 mit starrer Zweiblatt-Luftschraube |
| Startleistung Leistung in 1200 m Höhe | 840 PS (618 kW) 700 PS (515 kW)                                                                |
| Höchstgeschwindigkeit                 | 278 km/h (173 mph)                                                                             |
| Reichweite                            | 1.573 km (977 mi)                                                                              |
| Dienstgipfelhöhe                      | 6.000 m (19.685 ft)                                                                            |
| Verhältnis Leistung/Masse             | 0,1749 kW/kg (0,1064 hp/lb)                                                                    |
| Bewaffnung                            | ein bewegliches, nach hinten feuerndes 7,7-mm-MG Typ 92                                        |
| Abwurfmunition                        | 1 × 800-kg-Torpedo oder 500 kg Bomben                                                          |